# NGC 7583
NGC 7583 este o galaxie situată în constelația Peștii. A fost descoperită în 2 septembrie 1864 de către Albert Marth.